# Вайнгартен (Вюртемберг)
Вайнгартен (до 1865: Алтдорф) (на немски: Weingarten, Altdorf) е град в Баден-Вюртемберг в Германия с 23 470 жители (към 31 декември 2012). Намира се недалеч северно от Равенсбург.